# Gian Matteo Fagnini
Gian Matteo Fagnini es un antiguo ciclista italiano, nacido el 11 de octubre de 1970 en Lecco, en Lombardia. Debutó como profesional en 1992 y se retiró en 2005.

## Biografía
Buen esprínter, Gian Matteo Fagnini es conocido sobre todo por haber sido el lanzador de Mario Cipollini (de 1994 a 1999, y en 2004) y de Erik Zabel (de 2000 a 2003), ayudándoles a conseguir numerosas victorias en los sprints masivos, sobre todo en las grandes vueltas y en algunas clásicas, como la Milán-San Remo. Gian Matteo podía disputar los sprints al final de las grandes vueltas cuando sus líderes habían abandonado la carrera como por ejemplo pasó en el Giro de Italia 1998 donde ganó la penúltima y última carrera, o en el Tour de Francia 1995, al final del cual consiguió la segunda plaza en los Campos Eliseos, por detrás de Djamolidine Abdoujaparov.

## Palmarés
1994
- 1 etapa de la Bicicleta Vasca

1997
- 1 etapa de la Vuelta a la Comunidad Valenciana

1998
- 2 etapas del Giro de Italia y clasificación del Intergiro

2001
- Vuelta a Colonia

2003
- 1 etapa en la Vuelta a Asturias

## Resultados en las grandes vueltas

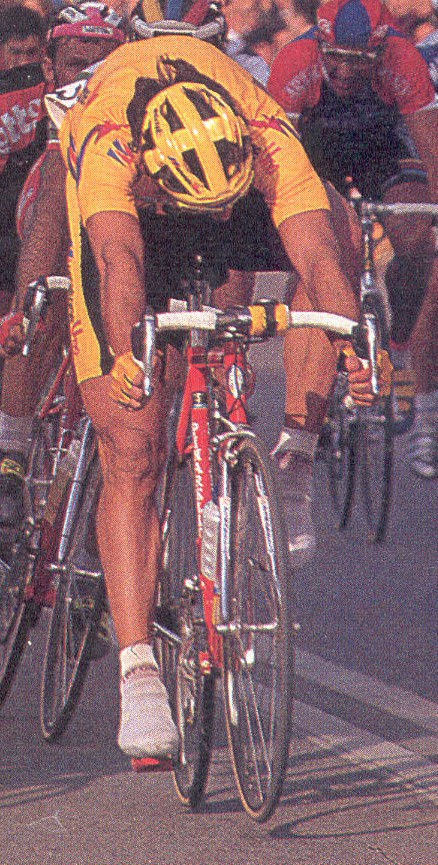
Gian Matteo Fagnini en la Vuelta a Andalucía 1995.

### Tour de Francia
- 1995: 107.º
- 1997: 103.º
- 1999: abandonó
- 2000: 104.º
- 2002: 101.º
- 2004: abandonó

### Giro de Italia
- 1998: 77.º, ganador de 2 etapas
- 1999: 86.º